# Son of a Gun (film 2014)
Son of a Gun è un film anglo-australiano-canadese del 2014 diretto da Julius Avery.

## Trama
Il giovane Jesse Ryan finisce in carcere e, per sopravvivere agli abusi di alcuni violenti detenuti, viene aiutato dal famoso e rispettato rapinatore di banche Brendan Lynch. Dopo la sua scarcerazione avvenuta sei mesi dopo, Jesse (JR), in cambio della protezione ricevuta durante la condanna, su richiesta dello stesso Brendan, lo aiuta ad evadere con la complicità dei componenti della sua banda, attuando un piano di fuga già prestabilito durante la sua detenzione. Successivamente Jesse diventerà a tutti gli effetti un componente della banda, unendosi a loro per partecipare a un colpo commissionato dal criminale Sam, socio d'affari di Brendan, consistente nel rubare lingotti d'oro da una miniera.
Sam però li tradisce e i due sono costretti alla fuga, ma non rinunciano né a vendicarsi, né a  recuperare la loro parte dell'oro.  Intanto per Jesse, che nel frattempo si è innamorato di Tasha, giovane e bella ragazza che lavora per Sam, è arrivato il momento di fare una scelta: seguire le orme di Brendan o fuggire coi lingotti d'oro assieme a Tasha alla ricerca di una vita migliore. Il finale sarà imprevedibile, come in una partita a scacchi.